# Nationale mesterskaber i landevejscykling 2015
Nationale mesterskaber i landevejscykling 2015 startede i Australien og New Zealand i januar. De fleste andre mesterskab blev arrangeret i sidste uge i juni, før Tour de France.

## Resultater
|                | Mænd                       | Mænd                    | Kvinder                | Kvinder                | Mænd, U23             | Mænd, U23             |
| Nation         | Landevej                   | Enkeltstart             | Landevej               | Enkeltstart            | Landevej              | Enkeltstart           |
| -------------- | -------------------------- | ----------------------- | ---------------------- | ---------------------- | --------------------- | --------------------- |
| Australien     | Heinrich Haussler          | Richie Porte            | Peta Mullens           | Shara Gillow           | Miles Scotson         | Miles Scotson         |
| Belgien        | Preben Van Hecke           | Jurgen Van den Broeck   | Jolien D'Hoore         | Ann-Sophie Duyck       |                       |                       |
| Canada         | Guillaume Boivin           | Hugo Houle              | Joëlle Numainville     | Karol-Ann Canuel       |                       |                       |
| Danmark        | Chris Anker Sørensen       | Christopher Juul Jensen | Amalie Dideriksen      | Rikke Lønne            | Jonas Gregaard Wilsly | Mads Würtz Schmidt    |
| Estland        | Gert Jõeäär                | Gert Jõeäär             | Lissa Ehrberg          | Liisi Rist             |                       |                       |
| Finland        | Samuel Pökälä              | Samuel Pökälä           | Lotta Lepistö          | Lotta Lepistö          | Roope Nurmi           | Sasu Halme            |
| Frankrig       | Steven Tronet              | Jérôme Coppel           | Pauline Ferrand-Prévot | Audrey Cordon          |                       |                       |
| Hviderusland   | Andrei Krasilnikau         | Vasil Kiryjenka         | Alena Amialiusik       | Alena Amialiusik       | Dzmitry Zhyhunou      | Aleh Ahiyevich        |
| Irland         | Damien Shaw                | Ryan Mullen             | Lydia Boylan           | Siobhan Dervan         |                       |                       |
| Italien        | Vincenzo Nibali            | Adriano Malori          | Elena Cecchini         |                        | Gianni Moscon         |                       |
| Japan          | Kazushige Kuboki           | Ryutaro Nakamura        | Mayuko Hagiwara        | Eri Yonamine           | Michimasa Nakai       | Yuma Koishi           |
| Letland        | Aleksejs Saramotins        | Gatis Smukulis          | Lija Laizane           | Lija Laizane           | Krists Neilands       | Krists Neilands       |
| Litauen        | Aidis Kruopis              | Ramūnas Navardauskas    | Daiva Tuslaite         | Aušrinė Trebaitė       |                       |                       |
| Luxembourg     | Bob Jungels                | Bob Jungels             | Christine Majerus      | Christine Majerus      |                       |                       |
| Holland        | Niki Terpstra              | Wilco Kelderman         | Lucinda Brand          | Anna van der Breggen   | Stan Godrie           | Steven Lammertink     |
| New Zealand    | Joseph Cooper              | Michael Vink            | Linda Villumsen        | Jamie Nielsen          |                       |                       |
| Norge          | Edvald Boasson Hagen       | Edvald Boasson Hagen    | Miriam Bjørnsrud       | Cecilie Gotaas Johnsen | Odd Christian Eiking  |                       |
| Polen          | Tomasz Marczyński          | Marcin Bialoblocki      | Małgorzata Jasińska    | Eugenia Bujak          | Michał Paluta         | Szymon Rekita         |
| Portugal       | Rui Costa                  | Nélson Oliveira         | Daniela Reis           | Daniela Reis           | Nuno Bico             | José Fernandes        |
| Rusland        | Jurij Trofimov             | Artjom Ovetsjkin        | Anna Potokina          | Tatjana Antosjina      | Artjom Nytsj          | Aleksandr Jevtusjenko |
| Slovakiet      | Peter Sagan                | Peter Sagan             | Alzbeta Palendova      | Tereza Medvedova       |                       | Erik Baška            |
| Slovenien      | Luka Pibernik              | Jan Tratnik             | Polona Batagelj        |                        |                       |                       |
| Spanien        | Alejandro Valverde         | Jonathan Castroviejo    | Anna Sanchis           | Anna Sanchis           | Jaime Roson           | Diego Tirilonte       |
| Storbritannien | Peter Kennaugh             | Alex Dowsett            | Lizzie Armitstead      | Hayley Simmonds        |                       |                       |
| Schweiz        | Danilo Wyss                | Silvan Dillier          | Jolanda Neff           | Doris Schweizer        |                       | Théry Schir           |
| Sverige        | Alexander Gingsjö          | Gustav Larsson          | Emma Johansson         | Emma Johansson         |                       |                       |
| Sydafrika      | Jacques Janse van Rensburg | Daryl Impey             | Ashleigh Moolman-Pasio | Ashleigh Moolman-Pasio |                       |                       |
| Tjekkiet       | Petr Vakoč                 | Jan Bárta               | Martina Sáblíková      | Martina Sáblíková      |                       | Josef Černý           |
| Tyskland       | Emanuel Buchmann           | Tony Martin             | Trixi Worrack          | Mieke Kröger           |                       | Lennard Kamna         |
| USA            | Matthew Busche             | Andrew Talansky         | Megan Guarnier         | Kristin Armstrong      |                       |                       |
| Østrig         | Marco Haller               | Georg Priedler          | Martina Ritter         | Martina Ritter         |                       |                       |